# Eltham
Eltham és un barri del districte de Greenwich de Londres, Anglaterra (Regne Unit). L'àrea està catalogada al Pla de Londres com un dels 35 principals centres del Gran Londres.